# Ercegovci
Ercegovci falu Horvátországban Split-Dalmácia megyében. Közigazgatásilag Dicmo községhez tartozik.

## Fekvése
Splittől légvonalban 18, közúton 25 km-re északkeletre, Sinjtől 17 km-re délre, községközpontjától 7 km-re délkeletre, a dalmát Zagora területén fekszik. Határában halad át az A1-es autópálya (E65).

## Története
A török korban ez a terület a szpáhik tímárbirtokához tartozott és az Aržano nevet viselte. A moreiai háború után az 1699-es karlócai béke a területet a Velencei Köztársaságnak adta, mely néhány évvel korábban már elfoglalta azt. A háború után egy csekély népesség kivételével az egész terület pusztasággá vált. A 18. század elején a hercegovinai duvnoi mező vidékéről új lakosságot telepítettek be. Nevét is új lakóinak ősi földjéről, Hercegovináról kapta. Rajtuk kívül több poljicai család is letelepedett a faluban. Az új keresztény lakosság egészen 1752-ig az egységes dicmoi plébániához tartozott. 1752-ben megalapították a dicmo gornjei plébániát, melynek székhelye Krušvar lett és Ercegovci ennek a része lett. Az új plébánia szolgálatát 1858-ig a ferences atyák végezték. A velencei uralomnak 1797-ben vége szakadt és osztrák csapatok vonultak be a Dalmáciába. 1806-ban az osztrákokat legyőző franciák uralma alá került, de Napóleon lipcsei veresége után 1813-ban újra az osztrákoké lett. 1857-ben 191, 1910-ben 262 lakosa volt. 1918-ban az új szerb-horvát-szlovén állam, majd később Jugoszlávia része lett. A második világháború idején a Független Horvát Állam része lett, de lakói a partizánok oldalán harcoltak. 1991 óta a független Horvátországhoz tartozik. 2011-ben a településnek 143 lakosa volt.

## Lakosság
| Lakosság változása | Lakosság változása | Lakosság változása | Lakosság változása | Lakosság változása | Lakosság változása | Lakosság változása | Lakosság változása | Lakosság változása | Lakosság változása | Lakosság változása | Lakosság változása | Lakosság változása | Lakosság változása | Lakosság változása | Lakosság változása |
| ------------------ | ------------------ | ------------------ | ------------------ | ------------------ | ------------------ | ------------------ | ------------------ | ------------------ | ------------------ | ------------------ | ------------------ | ------------------ | ------------------ | ------------------ | ------------------ |
| 1857               | 1869               | 1880               | 1890               | 1900               | 1910               | 1921               | 1931               | 1948               | 1953               | 1961               | 1971               | 1981               | 1991               | 2001               | 2011               |
| 191                | 199                | 196                | 230                | 262                | 262                | 295                | 315                | 245                | 280                | 297                | 287                | 208                | 164                | 145                | 143                |

## Nevezetességei
Szent Illés próféta tiszteletére szentelt római katolikus temploma 1988-ban a 18. században épített régi templom helyén épült, melyet az építéssel egyidejűleg bontottak le. Az új templomot betonból építették szembemiséző oltárral, pengefalú harangtoronnyal, melyben két harang található. A hajó oldalfalain két-két félköríves ablak, a szentély falán egy ötszögletes kis ablak található. Az szembemiséző oltár mögött a szentély falán egy kőből épített oltáron középen a Boldogasszony lépe látható. Jobb oldalán a szentségtartó, a bal oldalon pedig Illés próféta szobra található. A hajó 10 méter hosszú, 5,85 méter széles, a szentély 3,25-ször 4,40 méteres. A templom körül temető található.